# Beirute
Le beirute est un sandwich brésilien probablement influencé par la cuisine syro-libanaise à base de pain syrien, importé au Brésil au début du XXe siècle par des immigrants du Moyen-Orient,.